# Promartes
Promartes è un genere di mammiferi carnivori estinti, appartenenti ai mustelidi. Visse tra l'Oligocene superiore e il Miocene medio (circa 24 - 15 milioni di anni fa) e i suoi resti fossili sono stati ritrovati in Nordamerica.

## Descrizione
Questo animale era un piccolo mustelide vagamente simile a un piccolo tasso dal corpo allungato o forse a una martora robusta; da quest'ultima specie Promartes si differenziava per quanto riguarda la dentatura nell'avere una diversa struttura del secondo molare superiore e nel minor ingrandimento del lobo mesiale del carnassiale inferiore. 

## Classificazione
Promartes venne descritto per la prima volta da Elmer S. Riggs nel 1942, per accogliere alcune specie di piccoli mustelidi nordamericani, alcune delle quali erano state in precedenza attribuite al genere Oligobunis (P. darbyi, P. fossor, P. gemmarosae, P. lepidus, P. olcotti, P. vantasselensis). Riggs considerò Promartes il più stretto parente del genere Zodiolestes.
Promartes, Zodiolestes e Oligobunis sono due rappresentanti degli Oligobuninae, un gruppo di mammiferi carnivori solitamente considerati uno stock ancestrale dei mustelidi veri e propri, ma a volte ritenuti essere una famiglia a sé stante (Wang et al., 2005).